# 데스 스트랜딩
《데스 스트랜딩》(Death Stranding, デス・ストランディング)은 코지마 프로덕션의 액션 게임이다. 2015년 코지마 히데오 및 코지마 프로덕션이 코나미에서 물러앉은 후 처음 개발하는 게임이다. 2019년 11월 플레이스테이션 4용으로 소니 인터랙티브 엔터테인먼트가 출시, 또 2020년에 505 게임즈를 통해 마이크로소프트 윈도우로도 출시된다.
게임의 무대는 미국, 경천동지의 대사건이 있은 뒤로 삶과 죽음의 경계에서 파괴적인 괴물이 생겨나 지구를 덮치기 시작한다. 주인공 샘 브리지스는 이런 세계에서 아직까지도 사람이 살고 있는 거주지를 돌아다니며 보급품을 운반하고, 서로서로 유리된 거주지를 하나의 무선통신망으로 연결한다.
평론사이트 메타크리틱은 "대체적으로 호평"의 평가를 내렸다. 본작에 내려진 평가를 분석해 본 기자들은 입을 모아 전 세계를 걸쳐 폭넓은 훼예가 있었으며, 종합하되 본작은 독특한 콘셉트, 소구성, 그래픽, 성우 연기에 호평받았으나 일변 콘텐츠의 궁글음, 매력없음, 전개의 느릿느릿함에 혹평받았다 했다.
《폴리곤》의 러스 프러시틱은 "내가 본 중에 가장 진화한 걷기 시뮬레이터"라 했으며 "거의 통째로 심부름 퀘스트"라 일컬었으되, 한편으로 "본작에서 따르라는 방향을 벗어나기만 하면" "충격적이게" 재밌었다 했다. 또한 "두 게임을 하나로 뭉친 듯한" 느낌을 받았고, "전혀 독특한 오픈월드 어드벤처에, 다른 플레이어랑 같이 못 있는 협력 멀티플레이를 하고 있자니 내가 꼭 무슨 커뮤니티의 일부라도 된 듯, 생채기에서부터 세계를 재건하는 듯했다" 하고 "길고, 이해하기 어렵고, 웅숭깊은 괴영화"라고도 했다.

## 평가
| 평가 |        |
| --- | ------ |
| 통합 점수 통합사 점수 메타크리틱 82/100 [ 1 ] 평론 점수 평론사 점수 디스트럭토이드 8/10 [ 7 ] Easy Allies 8.0/10 [ 8 ] EGM [ 9 ] 패미츠 40/40 [ 10 ] 게임 인포머 7/10 [ 11 ] 게임 레볼루션 5/5 [ 12 ] 게임스팟 9/10 [ 13 ] 게임스레이더+ [ 14 ] 자이언트 밤 [ 15 ] IGN 6.8/10 [ 16 ] VideoGamer.com 8/10 [ 17 ] |        |
| 통합 점수 |        |
| 통합사 | 점수   |
| 메타크리틱 | 82/100 |
| 평론 점수 |        |
| 평론사 | 점수   |
| 디스트럭토이드 | 8/10   |
| Easy Allies | 8.0/10 |
| EGM | [ 9 ]  |
| 패미츠 | 40/40  |
| 게임 인포머 | 7/10   |
| 게임 레볼루션 | 5/5    |
| 게임스팟 | 9/10   |
| 게임스레이더+ | [ 14 ] |
| 자이언트 밤 | [ 15 ] |
| IGN | 6.8/10 |
| VideoGamer.com | 8/10   |